# Drambuie

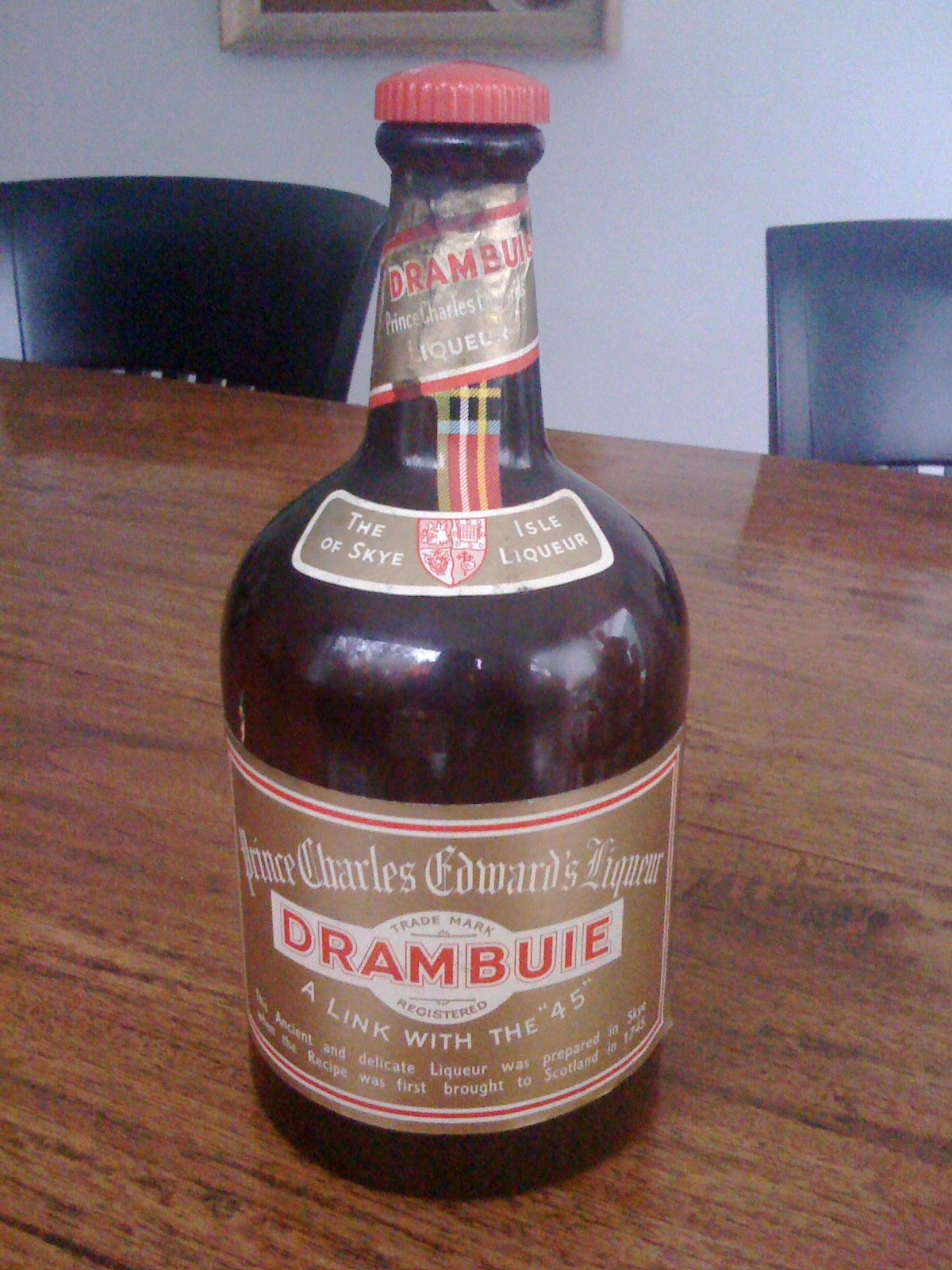
Een fles Drambuie

Drambuie (uitgesproken als drem boewie of drem bjoewie) is een likeur die op basis van Schotse whisky gemaakt is. Andere ingrediënten zijn kruiden en heidehoning. Drambuie wordt al vanaf 1746 op het Schotse eiland Skye gemaakt volgens een gedeeltelijk geheim recept. Bekend is dat er verschillende single malt whisky's voor worden gebruikt die tussen de 15 en 17 jaar oud zijn.
De naam is afkomstig van het Schots-Gaelische an dram buidheach: "een drank die bevredigt". Drambuie wordt vaak abusievelijk op z'n Frans uitgesproken als dram bwie, terwijl het niets met Frankrijk te maken heeft.
Eigenaar sinds 2014 is William Grant & Sons.